# Primera División 1944-1945 (Spagna)
La Primera División 1944-1945 è stata la 14ª edizione della massima serie del campionato spagnolo di calcio, disputata tra il 24 settembre 1944 e il 20 maggio 1945 e concluso con la vittoria del Barcellona, al suo secondo titolo.
Capocannoniere del torneo è stato Telmo Zarraonaindía (Athletic Bilbao) con 19 reti.

## Classifica finale
|  | Pos. | Squadra             | Pt | G  | V  | N | P  | GF | GS | DR  |
|  | ---- | ------------------- | -- | -- | -- | - | -- | -- | -- | --- |
|  | 1.   | Barcellona          | 39 | 26 | 17 | 5 | 4  | 50 | 30 | +20 |
|  | 2.   | Real Madrid         | 38 | 26 | 18 | 2 | 6  | 68 | 35 | +33 |
|  | 3.   | Atlético Aviación   | 31 | 26 | 13 | 5 | 8  | 46 | 41 | +5  |
|  | 4.   | Real Oviedo         | 31 | 26 | 13 | 5 | 8  | 50 | 48 | +2  |
|  | 5.   | Valencia            | 30 | 26 | 12 | 6 | 8  | 61 | 35 | +26 |
|  | 6.   | Athletic Bilbao     | 30 | 26 | 14 | 2 | 10 | 54 | 41 | +13 |
|  | 7.   | Sporting Gijón      | 24 | 26 | 9  | 6 | 11 | 42 | 46 | -4  |
|  | 8.   | Castellón           | 24 | 26 | 10 | 4 | 12 | 43 | 50 | -7  |
|  | 9.   | Español             | 23 | 26 | 10 | 3 | 13 | 44 | 39 | +5  |
|  | 10.  | Siviglia            | 22 | 26 | 9  | 4 | 13 | 52 | 49 | +3  |
|  | 11.  | Real Murcia         | 19 | 26 | 7  | 5 | 14 | 40 | 58 | -18 |
|  | 12.  | Granada             | 19 | 26 | 7  | 5 | 14 | 40 | 55 | -15 |
|  | 13.  | Sabadell            | 17 | 26 | 6  | 5 | 15 | 30 | 67 | -37 |
|  | 14.  | Deportivo La Coruña | 17 | 26 | 5  | 7 | 14 | 36 | 62 | -26 |

Legenda:
      Campione di Spagna.
  Partecipa allo spareggio interdivisionale.
      Retrocesse in Segunda División 1945-1946.
Regolamento:
Due punti a vittoria, uno a pareggio, zero a sconfitta.
In caso di arrivo di due o più squadre a pari punti, la graduatoria verrà stilata secondo la classifica avulsa tra le squadre interessate che prevede, in ordine, i seguenti criteri:
- Punti negli scontri diretti.
- Differenza reti negli scontri diretti.
- Differenza reti generale.
- Reti realizzate in generale.

## Spareggi

### Spareggio interdivisionale
|         | Risultati |            | Luogo e data           |
| ------- | --------- | ---------- | ---------------------- |
| Granada | 0-4       | Celta Vigo | Madrid, 17 giugno 1945 |
|         |           |            |                        |

## Statistiche

### Squadre

#### Capoliste solitarie
|    | ——          | ——          | —— | ——              | ——              | ——              | ——              | —— | ——  | ——  | ——  | ——  | ——  | ——  | ——  | ——         | ——         | ——         | ——         | ——         | ——         | ——         | ——         | ——         | ——         | —— |  |
|    | Real Oviedo | Real Oviedo |    | Athletic Bilbao | Athletic Bilbao | Athletic Bilbao | Athletic Bilbao |    |     | Bar |     |     | RMa |     | RMa | Barcellona | Barcellona | Barcellona | Barcellona | Barcellona | Barcellona | Barcellona | Barcellona | Barcellona | Barcellona |    |  |
|    |             |             |    |                 |                 |                 |                 |    |     |     |     |     |     |     |     |            |            |            |            |            |            |            |            |            |            |    |  |
|    |             |             |    |                 |                 |                 |                 |    |     |     |     |     |     |     |     |            |            |            |            |            |            |            |            |            |            |    |  |
| 1ª | 2ª          | 3ª          | 4ª | 5ª              | 6ª              | 7ª              | 8ª              | 9ª | 10ª | 11ª | 12ª | 13ª | 14ª | 15ª | 16ª | 17ª        | 18ª        | 19ª        | 20ª        | 21ª        | 22ª        | 23ª        | 24ª        | 25ª        | 26ª        |    |  |

#### Primati stagionali
- Maggior numero di vittorie: Real Madrid (18)
- Minor numero di sconfitte: Barcellona (4)
- Migliore attacco: Real Madrid (68 reti segnate)
- Miglior difesa: Barcellona (30 reti subite)
- Miglior differenza reti: Real Madrid (+33)
- Maggior numero di pareggi: Deportivo (7)
- Minor numero di pareggi: Real Madrid, Athletic Bilbao (2)
- Maggior numero di sconfitte: Sabadell (15)
- Minor numero di vittorie: Deportivo (5)
- Peggior attacco: Sabadell (30 reti segnate)
- Peggior difesa: Sabadell (67 reti subite)
- Peggior differenza reti: Sabadell (-37)